# Jean Senebier
Jean Senebier (Ginebra, 6 de maig de 1742 - 22 de juliol de 1809) va ser un sacerdot, meteoròleg, químic i botànic suís, autor de nombrosos treballs sobre fisiologia vegetal, especialment sobre la influència en ella de la llum, cosa que va suposar un important avenç per a la comprensió de la fotosíntesi.
Encara que Marcello Malpighi i Stephen Hales havien demostrat que bona part de l'energia que les plantes obtenen del seu entorn ha de provenir de l'atmosfera, no hi va haver avenços en la matèria fins que Charles Bonnet va observar que les fulles submergides en aigua formen bombolles d'un gas, que Joseph Priestley va identificar més tard com oxigen. Jan Ingenhousz va provar la desaparició simultània de l'àcid carbònic, però va ser Senebier qui demostrà que aquesta activitat es limita a les parts verdes de la planta i només ocorre quan estan exposades a la llum solar, donant per primera vegada una visió completa del procés de nutrició vegetal en termes estrictament químics, encara que creia que el diòxid de carboni necessari provenia de l'aigua, i no de l'aire, com més endavant es demostraria. François Huber l'assistí en les seves investigacions.

## Algunes publicacions
- Mémoires physico-chimiques sur l'influence de la lumière solaire pour modifier les êtres des trois regnes de la nature, Genève 1782, tres vols.
- Rapport de l'air atmosphérique avec les êtres organisés, Genève 1807, tres vols.
- Physiologie végétale. Ginebra 1782-1788, cinc vols.
- Météorologie pratique, Ginebra 1.810